# علم الجمهورية الإسبانية الثانية
علم الجمهورية الإسبانية الثانية والمعروف بالإسبانية باسم la tricolor، كان العلم الرسمي لإسبانيا بين 1931 و 1939 وعلم الحكومة الجمهورية الإسبانية في المنفى حتى سنة 1977.

## التاريخ
بدأ استخدام علم الجمهورية الإسبانية في 27 أبريل 1931، أي بعد ثلاثة عشر يومًا من نتائج الانتخابات البلدية التي أدت إلى إلغاء الملكية وإعلان الجمهورية الإسبانية الثانية. سبق أن عرضت بعض الجماعات الجمهورية هذا العلم ليكون بديلا لعلم حقبة البوربون في إسبانيا. نتيجة لهذا فبعد إعلان الجمهورية الشابة سنة 1931 تبنت رمزها الجديد بفارغ الصبر. تم تبني العلم الجمهوري في 27 أبريل وتم تقديمه إلى جيش الأمة في 6 مايو بالكلمات التالية: مشاعر الناس مع التمثيل المزدوج لأمل الحرية وانتصارها الذي لا رجعة فيه".
شكل العلم الجمهوري من خلال ثلاثة أشرطة أفقية بنفس العرض. أحمر وأصفر ومارون. وينتصف العلم الوطني شعار الجمهورية الأسبانية (مقسم إلى أربعة شعارات لكل من قشتالة وليون وأراغون ونافار، ويتوسطها شعار غرناطة مرسومة بإكليل جداري بين أعمدة هرقل). نشأ هذا الشعار سنة 1868 واستخدمته الحكومة المؤقتة ثم الجمهورية الإسبانية الأولى. أما الراية المدنية أو العلم التجاري فهي عبارة عن ثلاثة ألوان بسيطة بدون شعار النبالة.
ويشير مصطلح «الالوان الثلاثة» إلى العلم الفرنسي بألوانه الثلاث الذي أضحى منذ الثورة الفرنسية في أواخر القرن الثامن عشر علمًا يتكون من ثلاثة شرائح متساوية في رمز للجمهورية. ومع ذلك فإن وجود شرائط علم إسبانيا الأفقية بدلاً من شرائط فرنسا رأسية يدل على المحافظة على عناصر العلم السابق الذي استخدم خلال قرون من الحكم الملكي.
كانت هناك نسخة عسكرية من العلم خلال الحرب الأهلية بتناسب 2:3 وبدون شعار النبالة التي استخدمها وحدات الجيش الجمهوري في مواقع مختلفة. على الرغم من عدم عرض الشعار، فإن هذا العلم العادي لايتوافق مع العلم المدني المعتمد سنة 1931 لاستخدام السفن التجارية. أضافت الألوية الدولية نجمة حمراء ذات ثلاث نقاط إلى الشريط الأصفر للعلم الجمهوري العسكري.
واستخدمت جماعات التمرد الإسبانية العلم العسكري المبسط للجمهورية الإسبانية الثانية مابين نهاية الحرب الأهلية وأوائل الستينيات، ومن بعدها استخدمته جبهة التحرير الوطني الإسبانية (FELN). واستخدمت الجماعات الراديكالية المناهضة للفرانكوية مثل الجبهة الوطنية الثورية المناهضة للفاشية (FRAP) إصدارات من هذا العلم في السبعينيات من القرن، وجماعات الأول من أكتوبر المناهضة للفاشية (GRAPO).
وحاليا تستخدم النقابات العمالية العلم الجمهوري على نطاق واسع ومعها منظمات سياسية يسارية مثل اليسار المتحد والحزب الماركسي اللينيني الإسباني (RC) وبعض فصائل حزب العمال الاشتراكي الإسباني. بالإضافة إلى بعض المنصات الجمهورياتية.

## الألوان

شعار مملكة ليون

احتوى علم الجمهورية الإسبانية من ثلاثة ألوان: الأحمر والأصفر والأرجواني. حيث مثل الأرجواني (بالإسبانية: Morado) لقشتالة وليون من خلال الراية الأرجوانية، راية الشعار القديمة لقشتالة. أما ألوان الأحمر والأصفر فترمز إلى المناطق السابقة لتاج أراغون. مثلت تلك الألوان الثلاثة حقبة جديدة لإسبانيا حيث لم يستبعد أي جزء منها والتي مثلت جميع الإسبان.

### مورادو

الراية الأرجوانية. واستخدمت لاحقا بإسم "علم الشعب"

مورادو كلمة إسبانية عامة تعنى اللون الأرجواني أو البنفسجي، كانت في السابق لونًا مألوفًا في إسبانيا لأنها واحدة من الألوان الكنسية التي تُعرض على صدرية وقماش المذبح وغيرها من المنسوجات الكنسية للدلالة على مواسم معينة من السنة الكاثوليكية. وكونها أمة كاثوليكية تاريخياً كان لهذا اللون استخدام سنوي وعام في جميع أنحاء إسبانيا. واستخدم أيضا في العصور الغابرة باعتباره اللون الرائد لمملكة قشتالة. ويحمل شعار النبالة لمملكة ليون بصورة أسد أرجواني ثائر، واشتهر العلم باستخدامه في ثورة العوام سنة 1520 ضد الملك كارلوس الخامس بعرض قلعة صفراء على خلفية أرجوانية. ومع ذلك فإن لون مورادو كان وما زال عرضة للاختلافات في الصبغة والبهتان من الزمن والاستخدام، وفي كثير من الأحيان يدل «مورادو» إلى مجموعة من أشكال اللون الأرجواني، والتي تعتبر حاليًا ألوان / درجات مميزة، مثل القرمزي أو المارون. لأنه نادرًا ما يكون موجودًا على الأعلام، وفي الممارسة العملية كان اللون الأسود ذو اللون الأرجواني أو البنفسجي (الأرجواني) أو حتى ليلكي يعتمد على المواد والأصباغ المتاحة.

## صور ومشتقات ونسخ

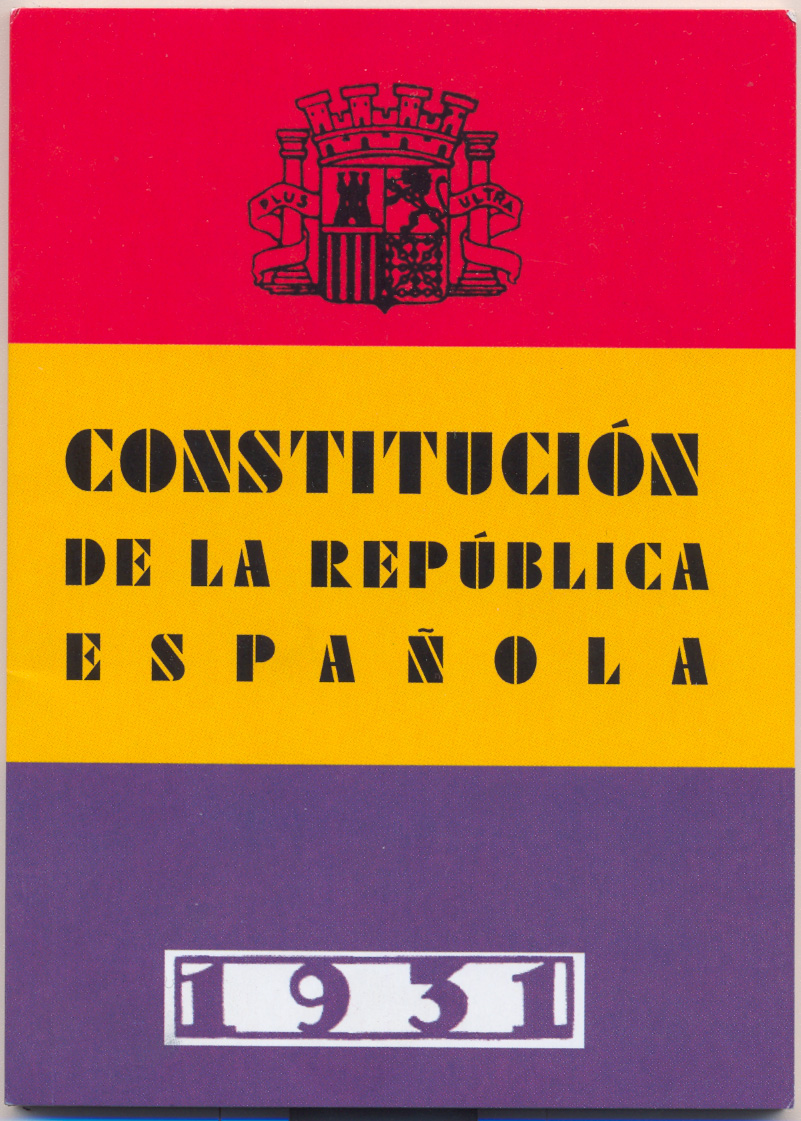
غلاف لدستور الجمهورية الإسبانية الثانية
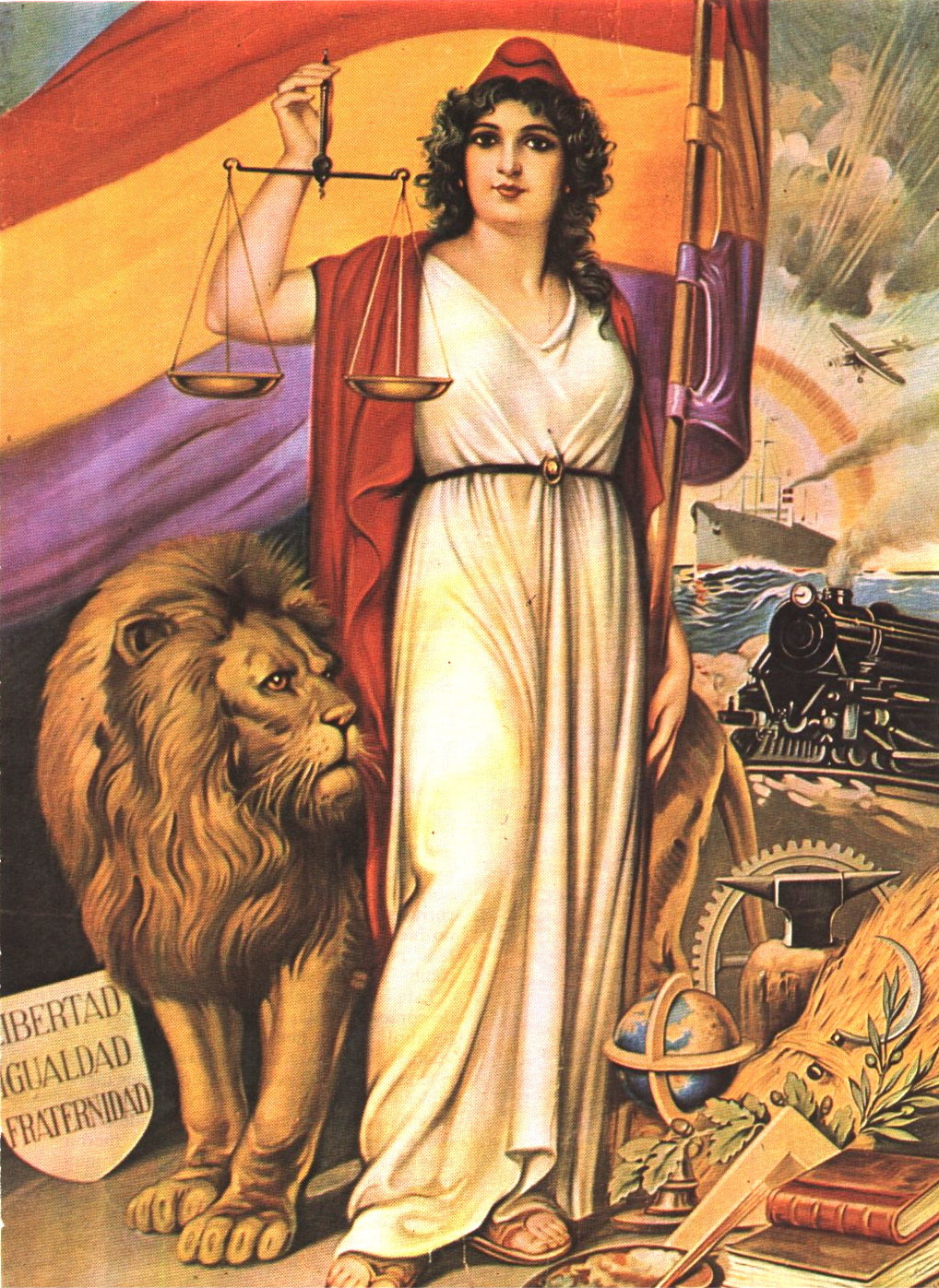
رمز الجمهورية الإسبانية
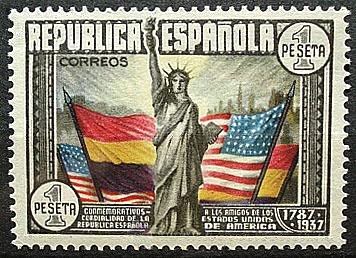
طابع إسباني لتمثال الحرية بمناسبة مرور 150 عاما على دستور الولايات المتحدة
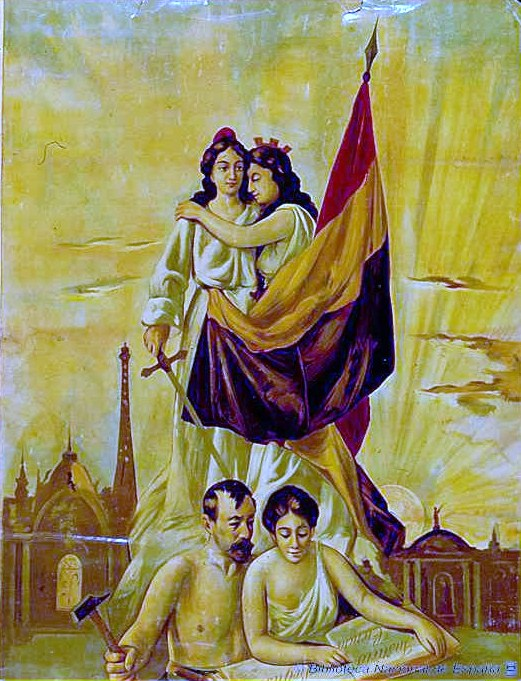
احتضان الجمهورية الإسبانية لماريان التي ترمز إلى الجمهورية الفرنسية. 1931
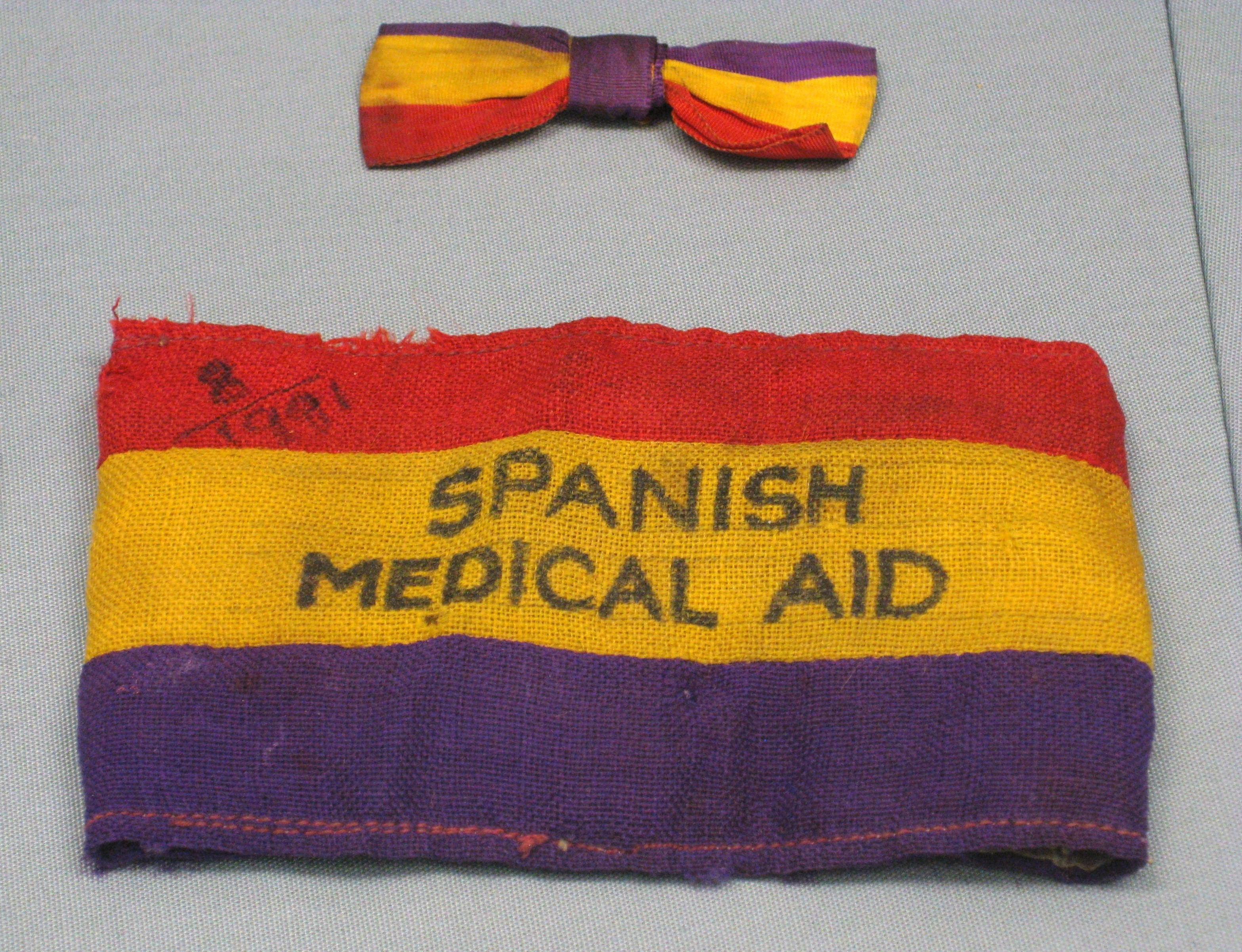
شريط ذراع للجنة المساعدات الطبية الإسبانية
شريط ذراع لالمكتب الطبي الأمريكي (AMB)
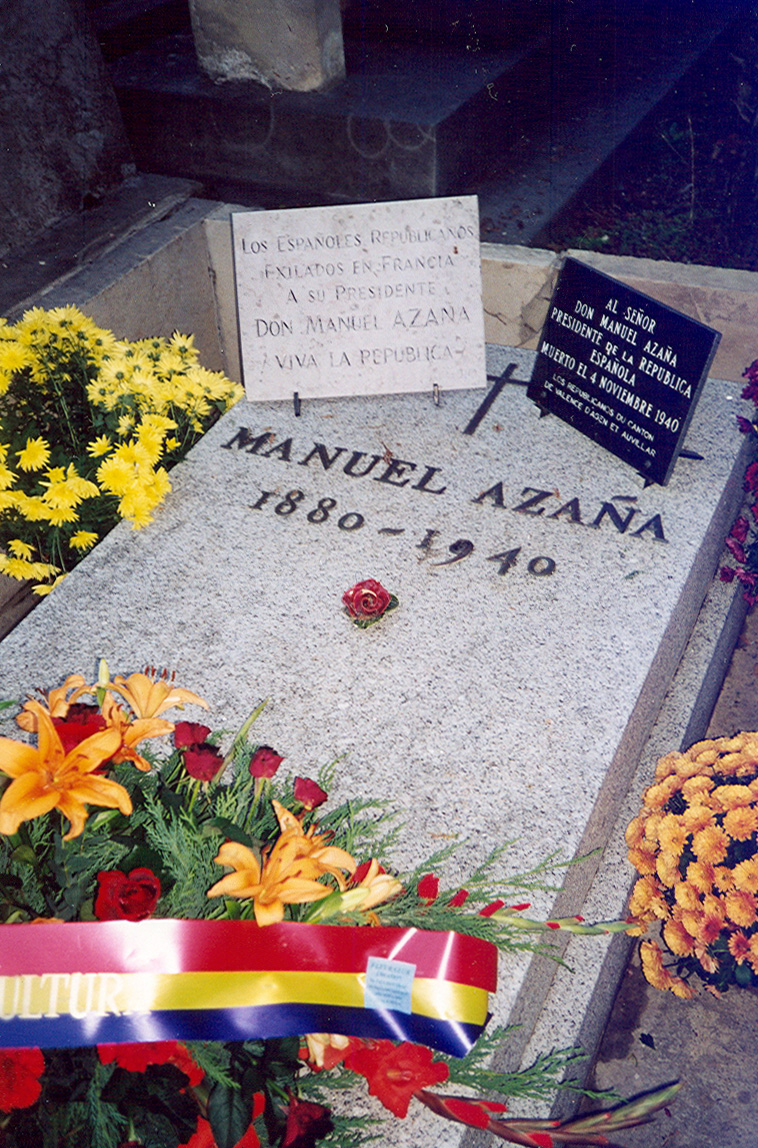
قبر الرئيس مانويل أثانيا (1880-1940) في مونتوبان بفرنسا
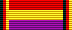
ميدالية هانز بيملر في الجمهورية الألمانية الديمقراطية
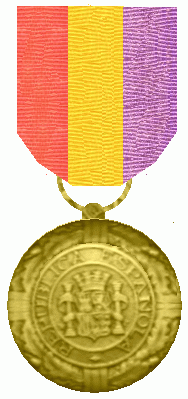
وسام الجمهورية الإسبانية في المنفى
علم الحزب الشيوعي الإسباني وGRAPO
علم الحزب الماركسي اللينيني الإسباني
العلم البديل للحزب الماركسي

### الاستخدام المدني

الراية الرئاسية لنيسيتو ألكالا زامورا (1931-1936)
الراية الرئاسية لمانويل أثانيا (1936-1939)
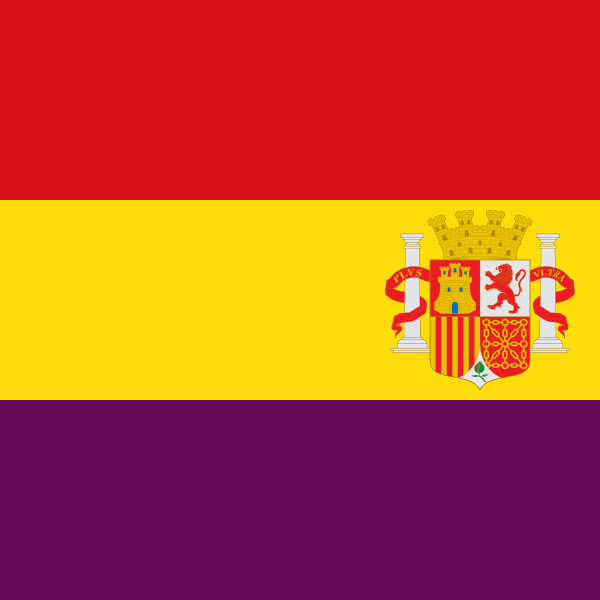
راية وزارية
راية اليخوت المستخدمة في القوارب الترفيهية أو السفن (1931-1939)

### الاستخدام العسكري

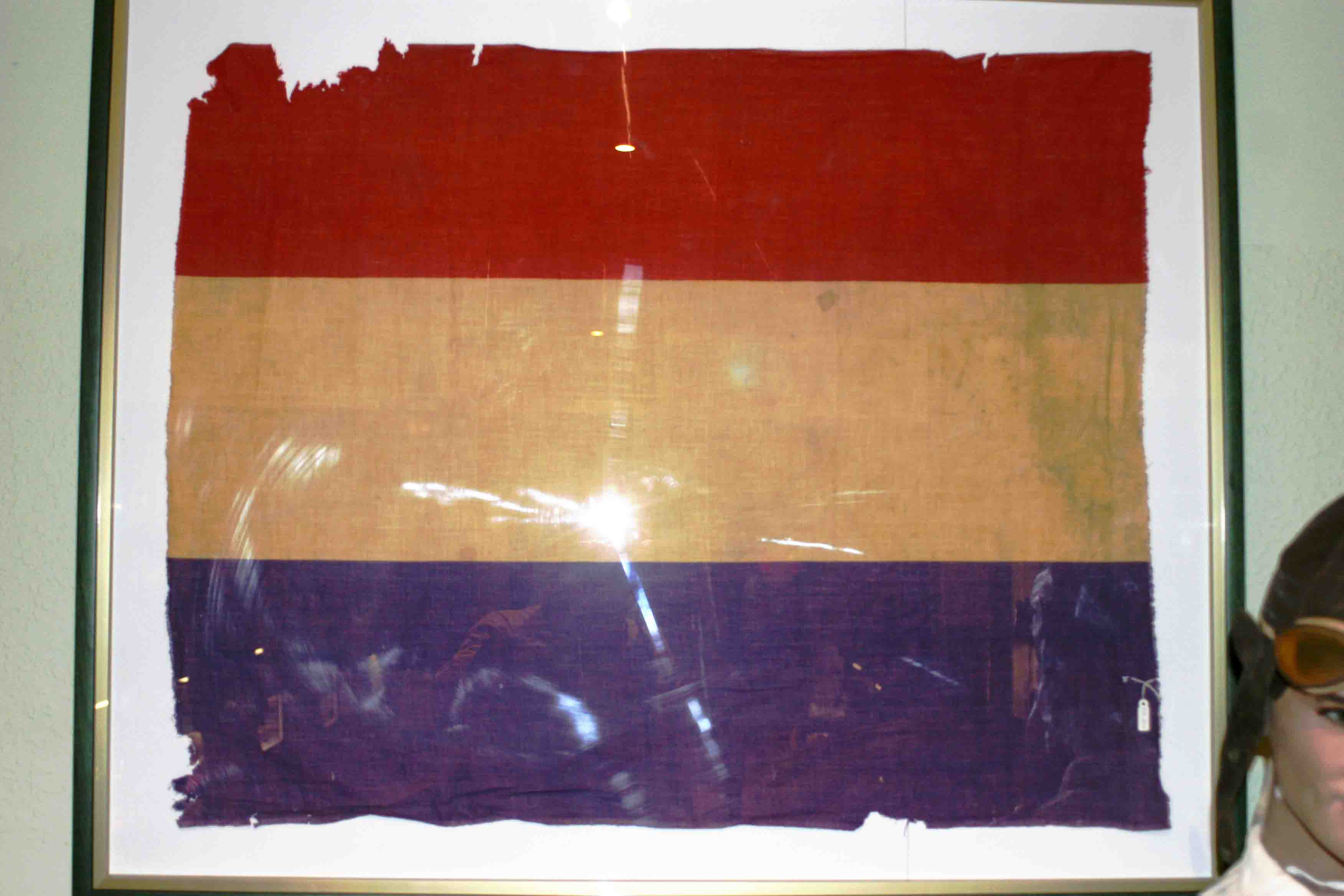
علم الجيش الجمهوري الإسباني استخدم في معركة إبرو
علم الفرقة ال44 للجيش الشعبي الإسباني
علم الألوية الدولية
شعار على زعنفة طائرة القوة الجوية للجمهورية الإسبانية
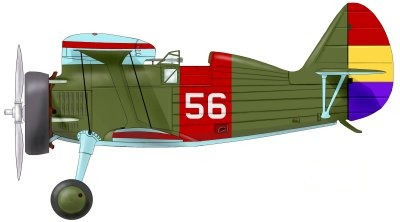
بوليكاربوف أي-15 تابعة للقوة الجوية للجمهورية الإسبانية
الشعار المدور للقوة الجوية للجمهورية الإسبانية
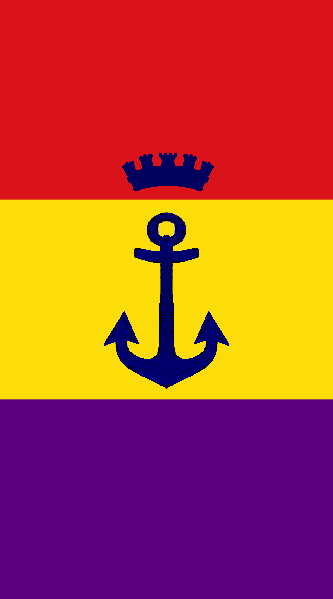
شعار على زعانف الطيران البحري للجمهورية الإسبانية (1931-1936)
بحرية الجمهورية الإسبانية. شعار مساعد آمر الإسطول
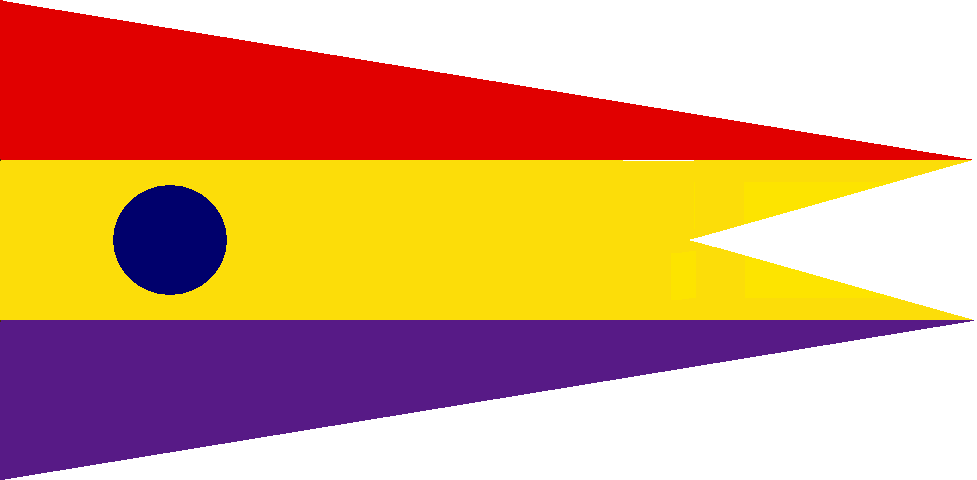
علم مثلث لقائد السفينة الرئيسة في بحرية الجمهورية الإسبانية.
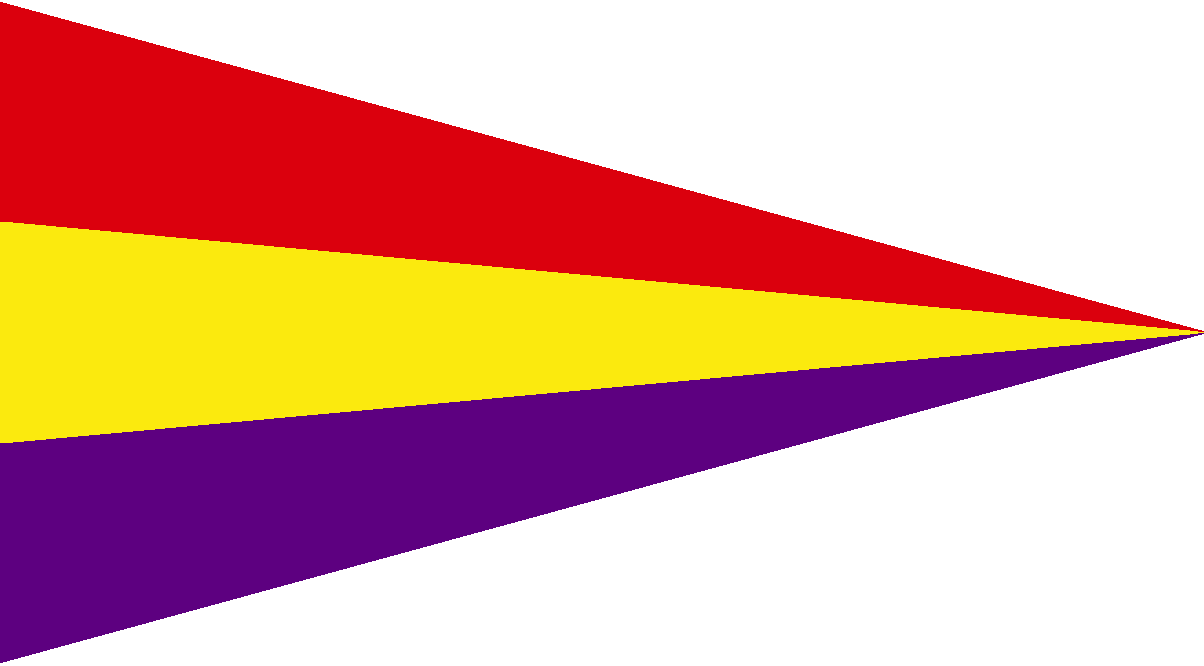
علم مثلث لمساعد قائد السفينة الرئيسة في بحرية الجمهورية الإسبانية.

### الاستخدام المعاصر

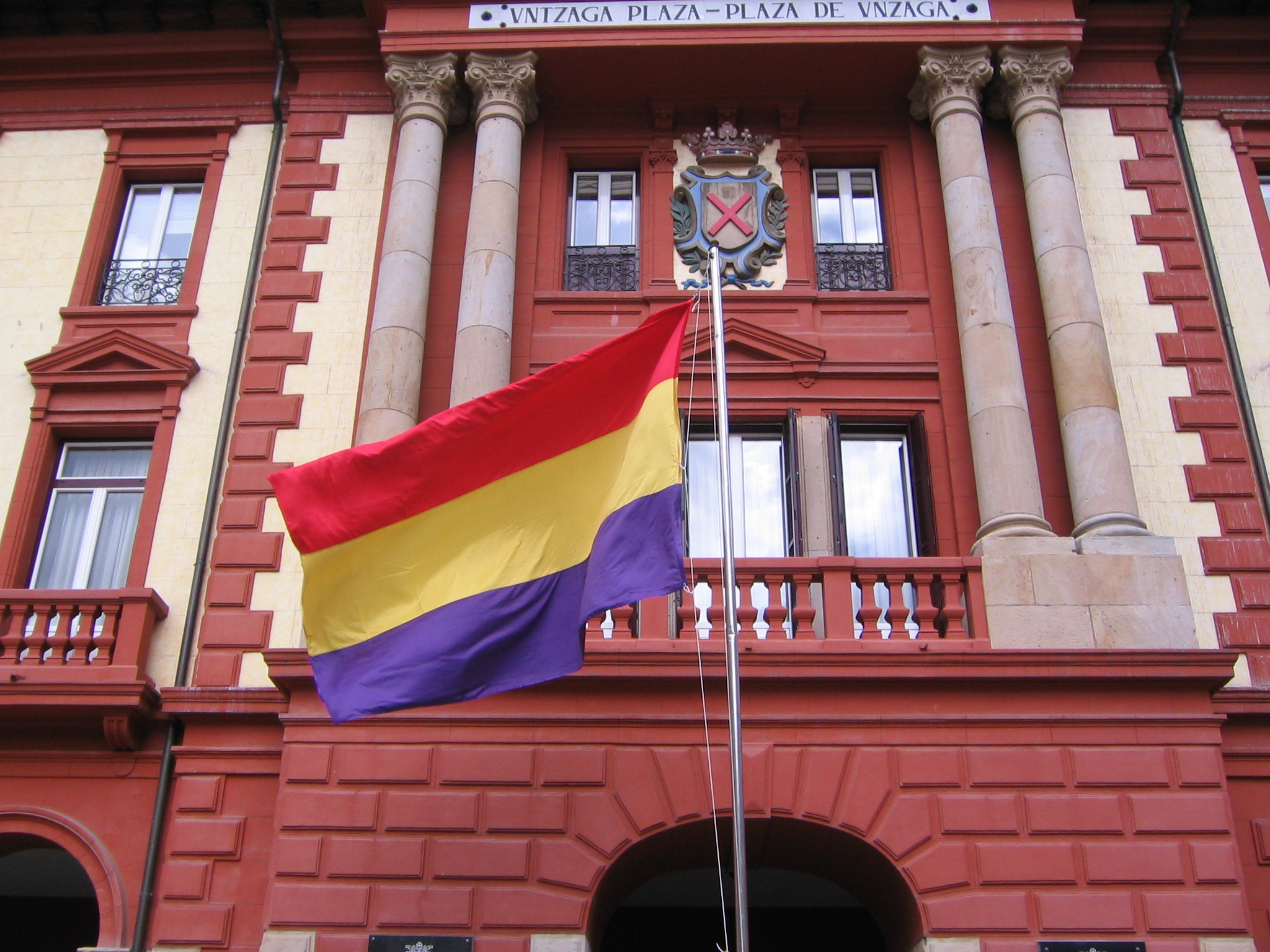
علم الجمهورية الثانية في إيبار
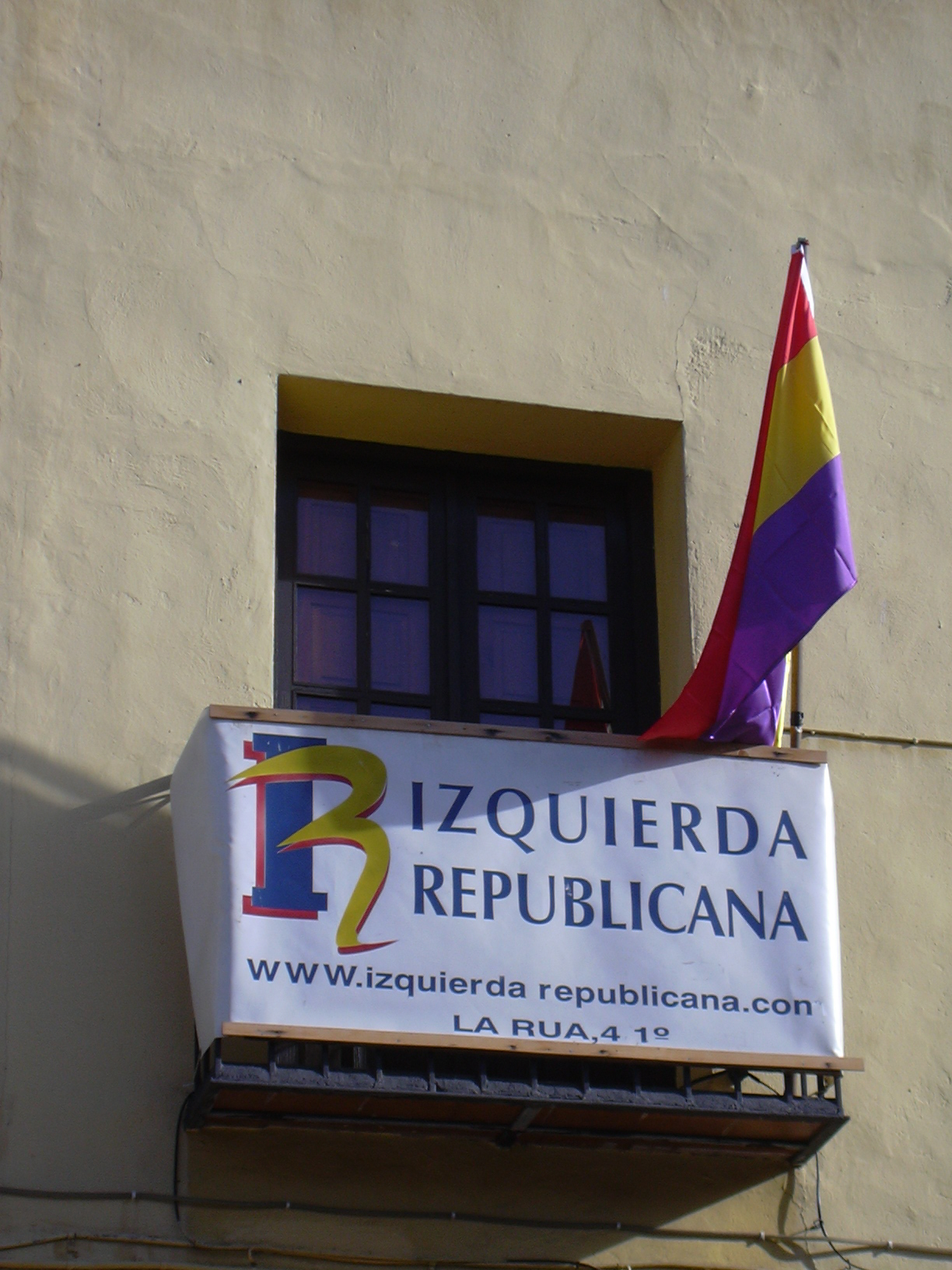
علم الجمهورية الثانية على شرفة حزب اليسار الجمهوري in ليون
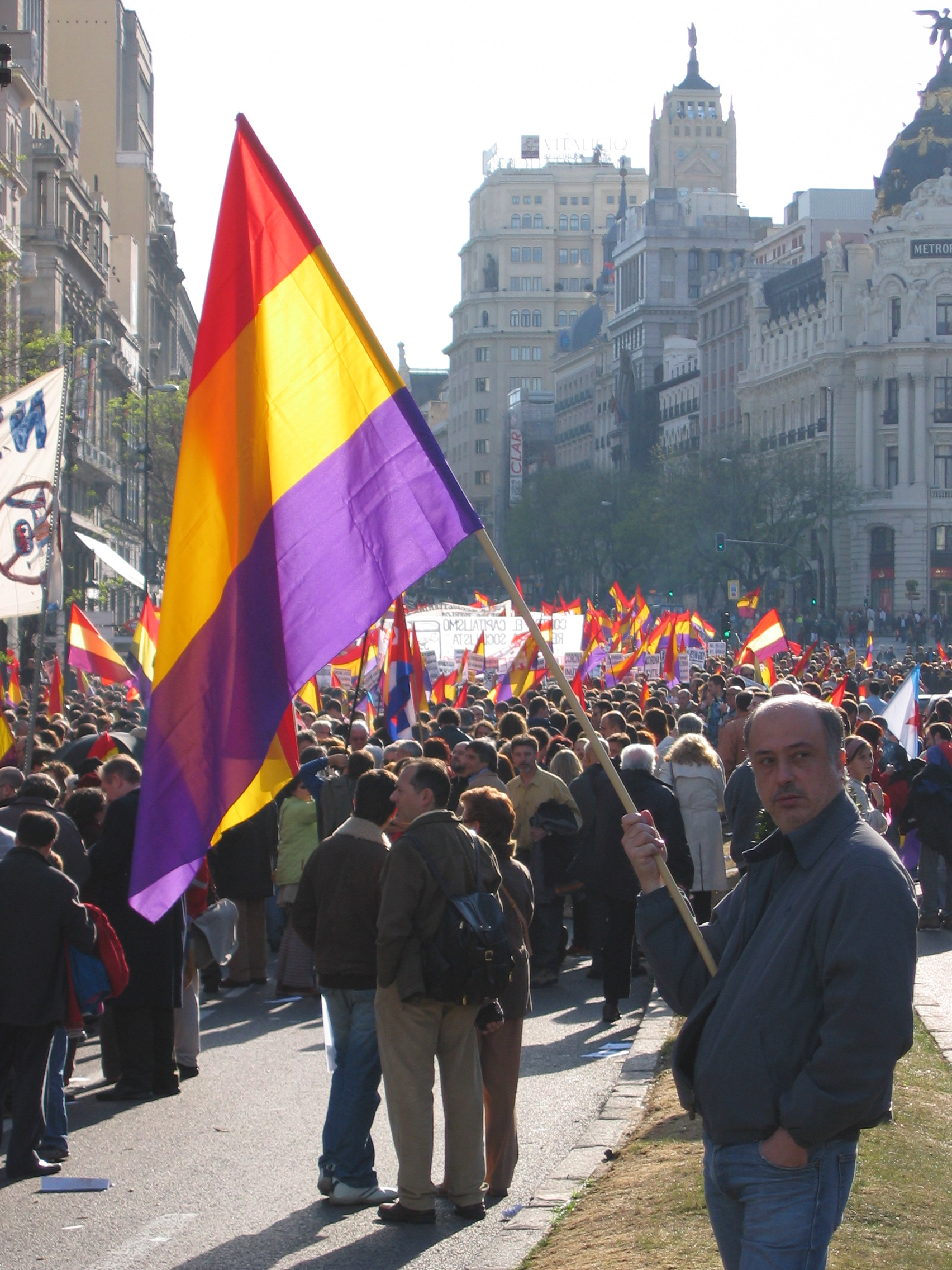
مظاهرات داعمي الجمهورية; مدريد 2006
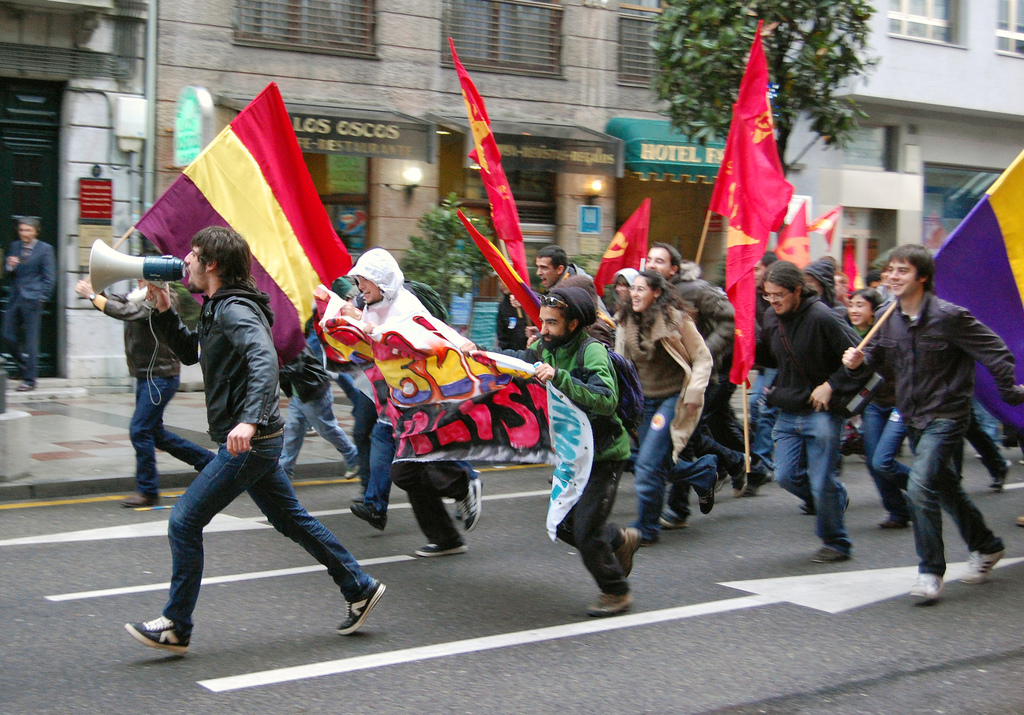
أعلام الجمهورية الإسبانية في مظاهرات في أوفييدو أبريل 2009
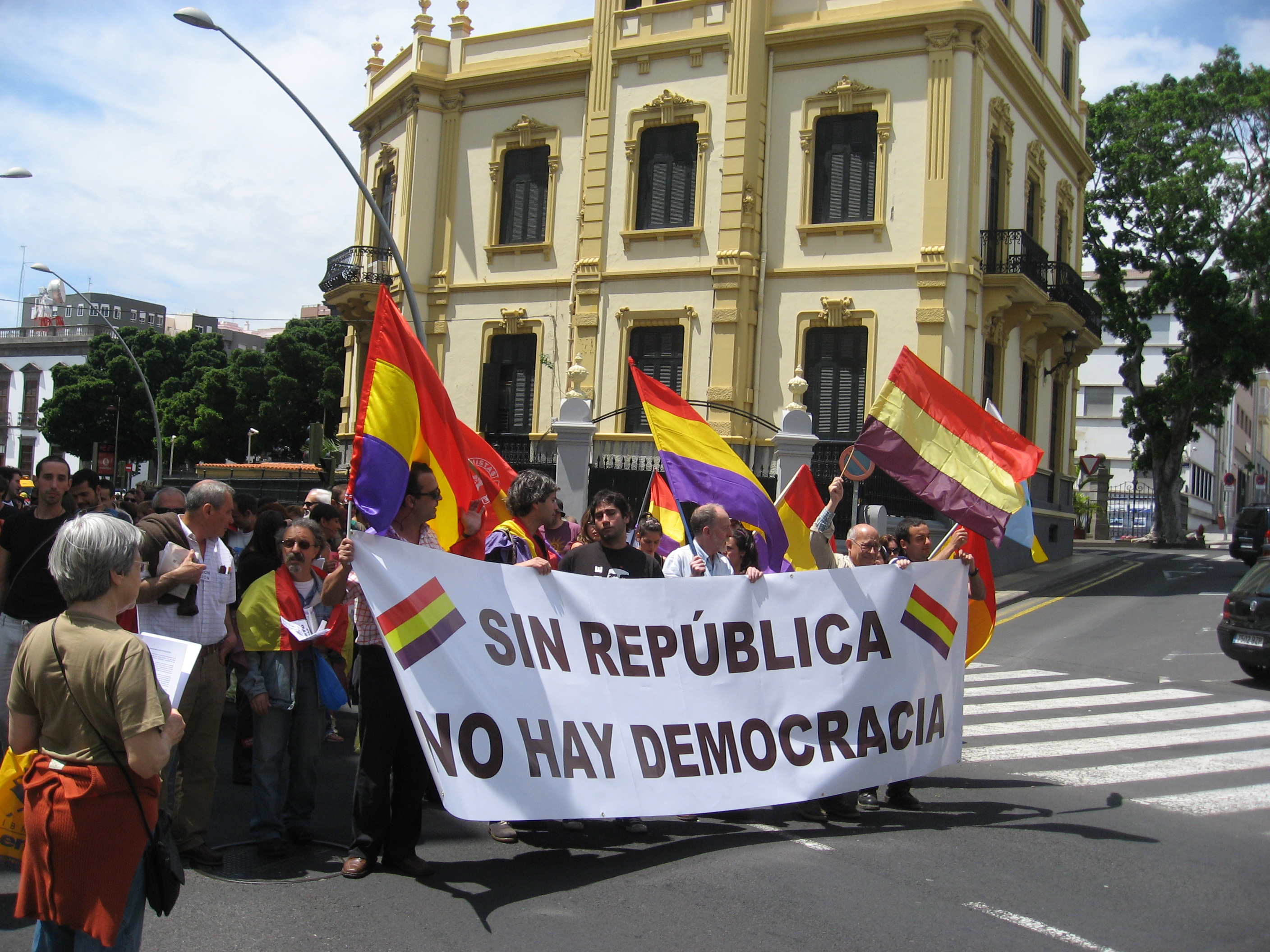
مظاهرات داعمي الجمهورية في تنريفي - جزر الكناري أبريل 2007
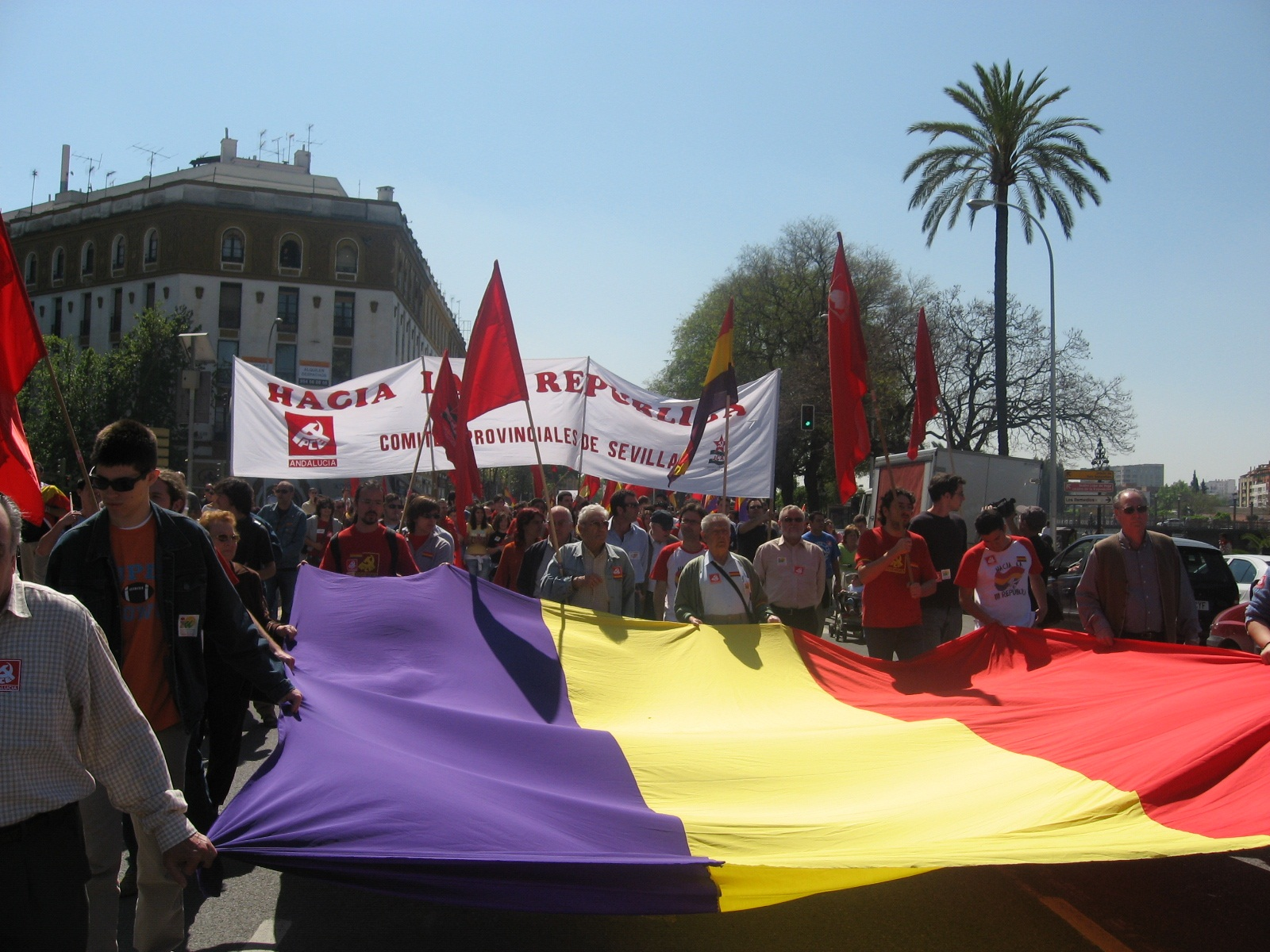
مظاهرات داعمي الجمهورية في إشبيلية أبريل 2006
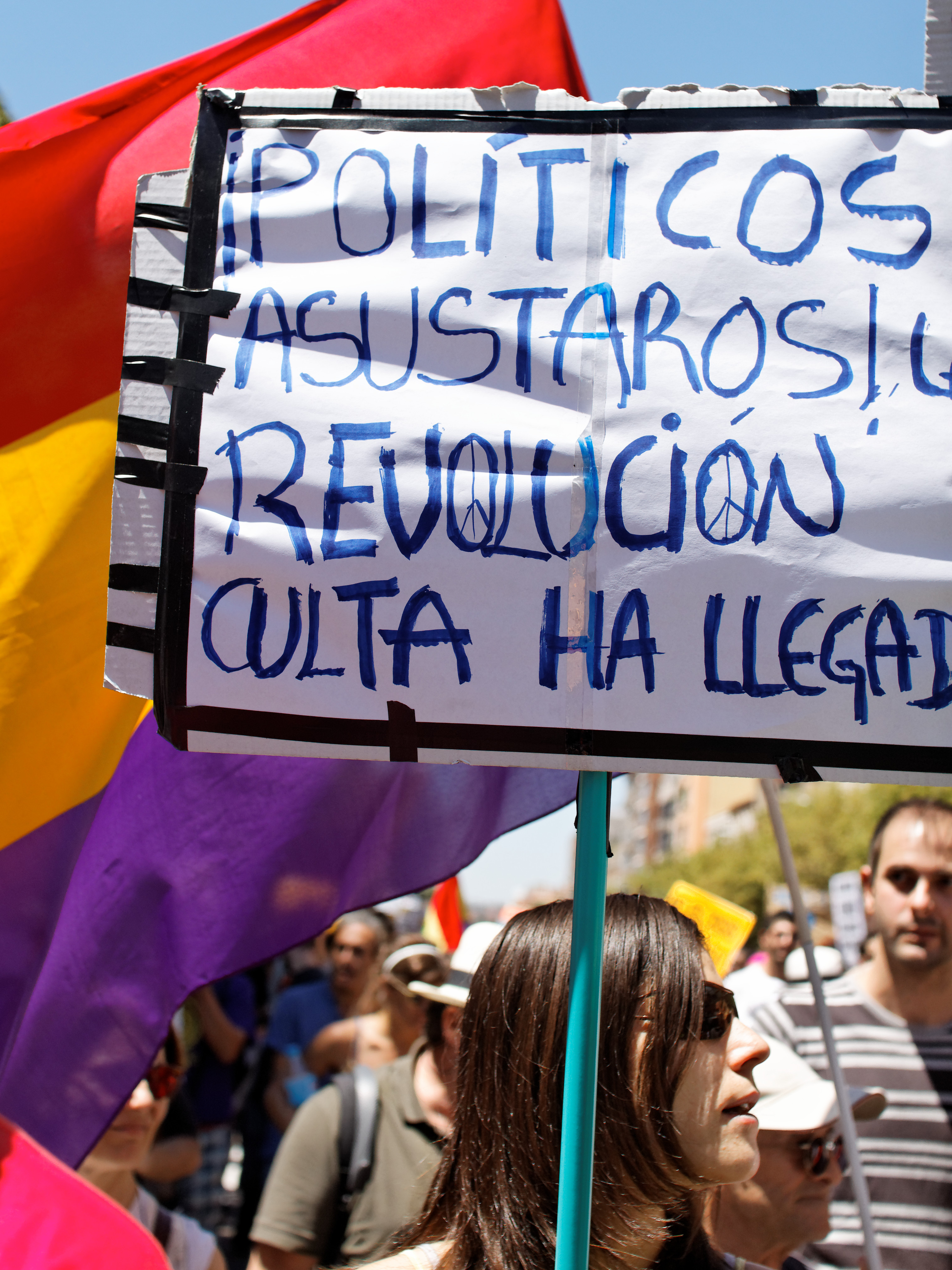
مظاهرات في مدريد 19 يونيو 2011
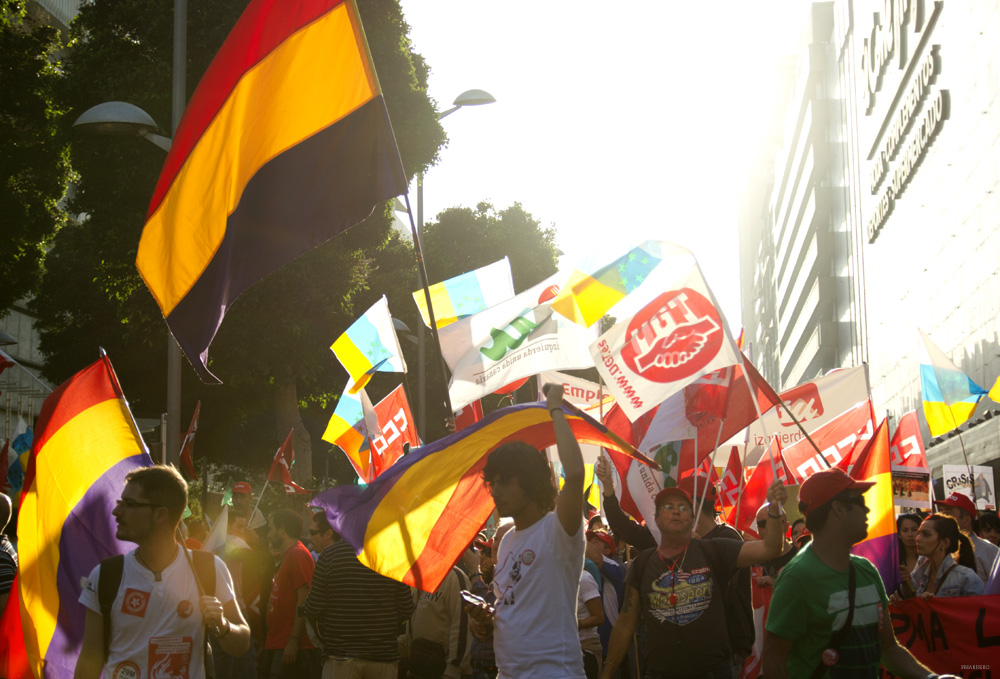
مظاهرات في لاس بالماس 2012
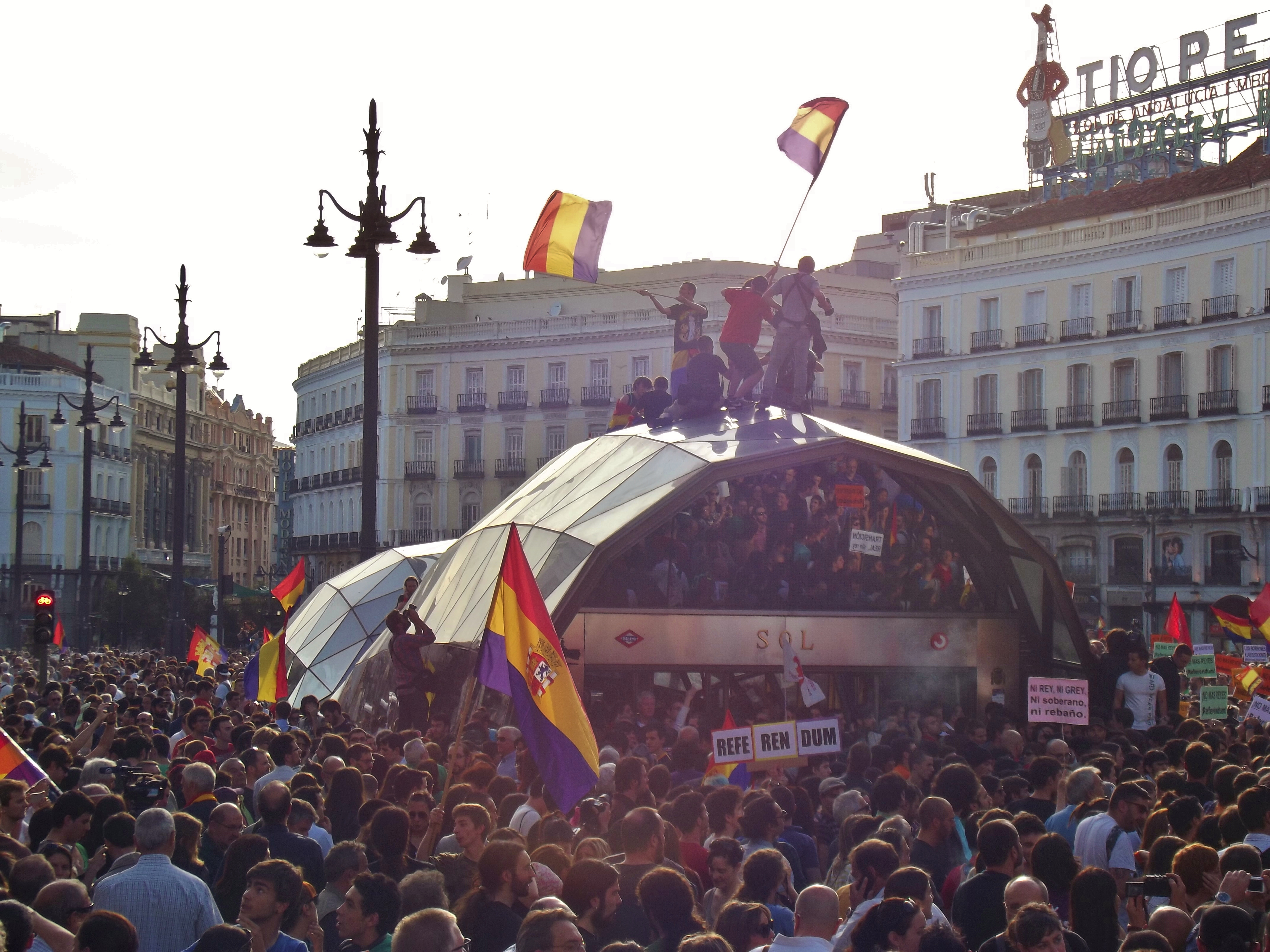
مظاهرة جماعية في بويرتا ديل سول في اليوم الذي أعلن فيه الملك خوان كارلوس قراره بالتنازل عن العرش
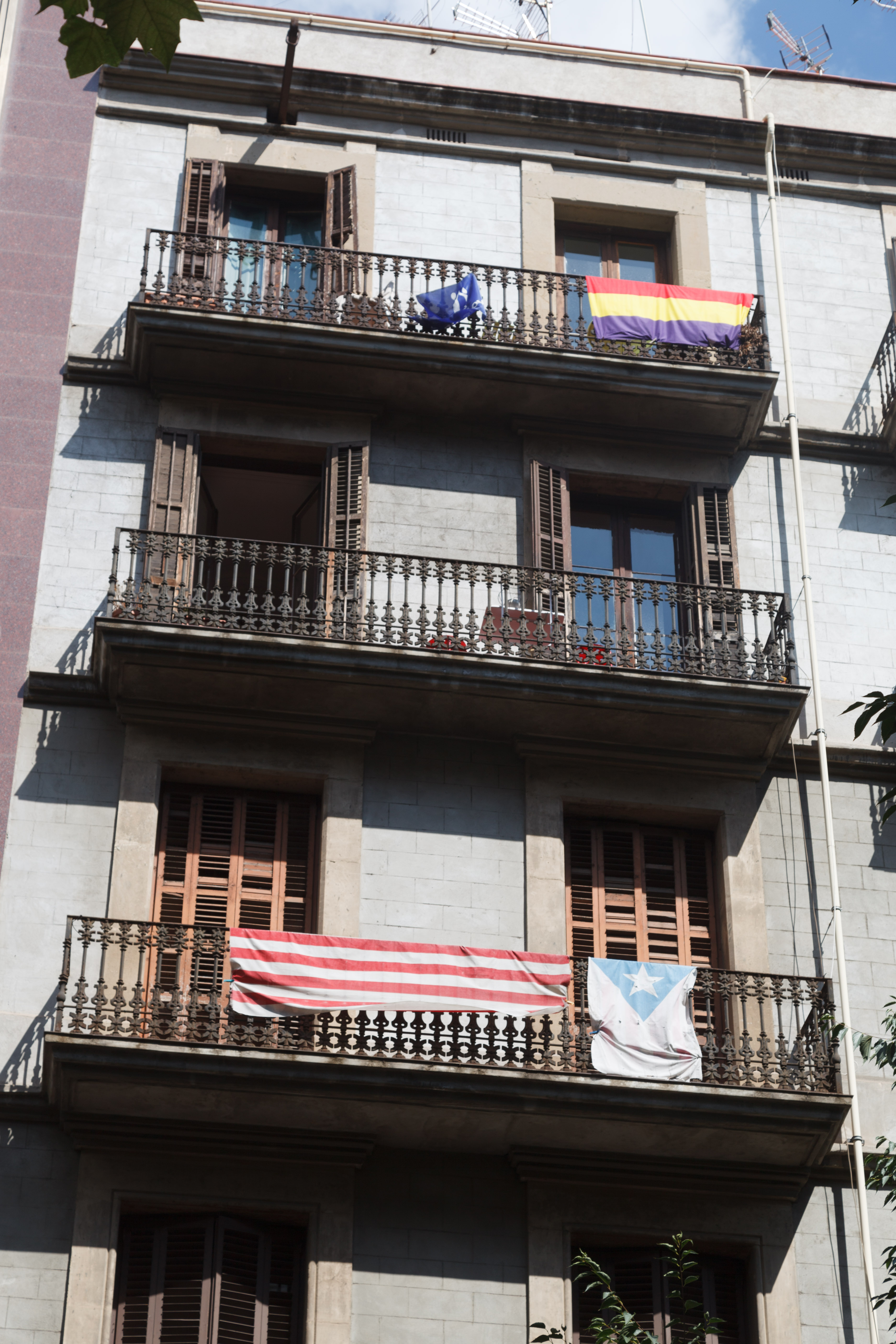
استخدم هذا العلم في برشلونة خلال حملة استفتاء استقلال كتالونيا 2017

## وصلات خارجية
- Armada Española - Segunda República (1931 - 1939)
- The Flags of Spain. أعلام العالم
- Asturias Republicana
- Ministerio de Defensa - Insignias Jefes de Estado; Presidente de la II República
- Second Spanish Republic National Anthem
- Images نسخة محفوظة 12 مايو 2013 على موقع واي باك مشين.
- La bandera de la República Española ondea por primera vez en París
- La Bandera Republicana ondea en París